# 孤独の歌声
『孤独の歌声』（こどくのうたごえ）は、天童荒太作の小説。中学生時代に親友を失ったことがトラウマになっている女性刑事が、一人暮らしの女性ばかりを狙う連続猟奇殺人犯と対峙する中で、自らの過去とも向き合うことになるという内容で、孤独を抱える男と女の、せつない愛と暴力が渦巻く戦慄のサイコホラーになっている。新潮文庫版では犯人の狂気がさらに増した。第6回日本推理サスペンス大賞で、優秀作に選ばれた。
1994年3月に日本テレビ系で、2007年11月にはWOWOWのドラマWで映像化されている。

## テレビドラマ

### 1994年版
1994年3月29日に、日本テレビ系の火曜サスペンス劇場で放送。

#### キャスト
- 朝山風希 - 斉藤由貴
- 芳川潤平 - 松岡昌宏
- 別所哲也
- 水谷豊
- 羽場裕一
- 小野武彦

#### スタッフ
- 企画 - 長富忠裕
- 脚本 - 山田信夫
- 監督 - 嶋村正敏
- 製作 - 日本テレビ

### 2007年版
2007年11月11日に、WOWOWのドラマWで放送。

#### キャスト
- 朝山風希 - 内山理名（少女期：小松愛梨）
- 芳川潤平 - 福士誠治
- 松田隆史 - 山本太郎
- 木崎京子 - 小向美奈子
- 赤松秀樹 - 波岡一喜
- 芦田 - 布川敏和
- 毛塚店長 - でんでん
- 金 - 塩田貞治
- 朝山昌枝 - 根岸季衣
- 河原崎警部補 - 田中健
- コンビニ強盗犯の仲間 - 網飛鳥、岩戸秀年、丸川敬之
- 富岡ゆりか - 長谷川愛美
- タイ人女性 - プルワンホン・カティ
- 松田隆史の母 - 宮田早苗
- ホモカップル - 石沢勤（新宿カウボーイ）
- ホモカップル - かねきよ勝則（新宿カウボーイ）

#### スタッフ
- 監督 - 花堂純次
- 脚本 - 李正姫
- プロデューサー - 井上衛、代情明彦